# Zgodovina Krima
Zgodovina Krimskega polotoka, zgodovinsko znanega kot Tavrika (grško Ταυρική, Ταυρικά, latinizirano: Tavriki, Tavrika) in Tavriški herson ([Χερσόνησος Ταυρική] Napaka: {{Jezikx}}: transliteration text not Latin script (pos $1) (pomoč)), se začne okoli 5. stoletja pr. n. št., ko je bilo ob njegovi obali ustanovljenih več grških kolonij. Med najpomembnejšimi je bil Herson blizu današnjega Sevastopola. V zaledju severno od Hersona so živeli Skiti in Tavri. Na južni obali Črnega morja se je postopoma razvilo Bosporsko kraljestvo, ki ga je priključilo Pontsko kraljestvo, to pa je leta 63 pr. n. št. postalo del Rimskega cesarstva. Južna obala Krima je v kulturnem smislu ostala grška skoraj dva tisoč let, vključno z Bizantinskim cesarstvom (341–1204), Trapezundskim cesarstvom (1204–1461) in neodvisno Kneževino Teodoro (konec leta 1475). 
V 13. stoletju so nekatera krimska pristaniška mesta nadzirali Benečani in Genovežani, notranjost polotoka pa je bila nestabilna zaradi dolgega niza osvajanj in vpadov. V srednjem veku je notranjost delno osvojila Kijevska Rusija, katere knez Vladimir Veliki je bil krščen v Sevastopolu. Njegov krst je pomenil začetek pokristjanjevanja Kijevske Rusije. Po mongolski invazijo v Evropo sta severni in osrednji del Krima pripadla mongolski Zlati hordi. V 40. letih 14. stoletja je po propadu horde nastal Krimski kanat, ki je zelo hitro postal podložen Osmanskemu cesarstvu, ki je okupiralo obalna območja. Slednja so ostala neodvisna od kanata. Glavni vir blaginje v tem času so bili pogosti vpadi v Rusijo z lovom na sužnje. 
Leta 1774 je Osmansko cesarstvo premagala Katarina Velika. Po dveh stoletjih spopadov je ruska mornarica uničila osmansko mornarico, ruska vojska pa je zadala hude poraze osmanskim kopenskim silam. Kučukkajnarški mir, podpisan 21. julija 1774, je prisilil Visoko porto, da je Tatare na Krimu priznala kot politično neodvisne. Leta 1783 je Katarina Velika vključila Krim poraženega Osmanskega cesarstva v Ruski imperij in s tem povečala moč Rusije na območju Črnega morja. Krim je bil prvo muslimansko ozemlje, ki ga je izgubil Osmanski kalifat. Meje Osmanskega cesarstva so se še naprej krčile in Rusija je svojo mejo postopoma potisnila proti zahodu do Dnestra. Strateški položaj polotoka za nadzor nad Črnim morjem je sprožil krimsko vojno (1853-1856) Rusije z zahodnimi zavezniki pod vodstvom Francije, ki jo je Rusija izgubila. 
Med rusko državljansko vojno je Krim večkrat zamenjal lastnika in bil kraj, kjer je Wrangelova protiboljševiška bela armada leta 1920 opravila svoj zadnji boj. Leta 1921 je bila ustanovljena Krimska ASSR kot avtonomna republika Ruske SFSR. Med drugo svetovno vojno je Krim do leta 1944 okupiral Tretji rajh. Leta 1945 je bil Krim po deportaciji Krimskih Tatarov statusno znižan na oblast znotraj Ruske SFSR. Leta 1954 je bil Krim v okviru praznovanja 300. obletnice sklenitve Perejaslavskega sporazuma, s katerim se je "Ukrajina ponovna združila z Rusijo", prenesen v Ukrajinsko SSR. 
Po razpadu Sovjetske zveze je bila leta 1992 ustanovljena Republika Krim, ki je bila leta 1995 ukinjena. Namesto nje je bila ustanovljena Avtonomna republika Krim, ki je bila trdno pod ukrajinsko oblastjo, Sevastopol pa je bil upravljan kot mesto s posebnim statusom. Sporazum med Rusijo in Ukrajino iz leta 1997 je razdelil sovjetsko črnomorsko floto, kar je Rusiji omogočilo, da je še naprej imela svojo floto v Sevastopolu. Najemna pogodba je bila podaljšana leta 2010. Status Krima je postal sporen leta 2014, ko so na Krimu potekale intenzivne demonstracije proti odstranitvi ukrajinskega predsednika Viktorja Janukoviča, ki so dosegle vrhunec, ko so ruske sile zasedle strateške točke na Krimu. Na Krimu je bil organiziran referendum, ki je podprl ponovno združitev z Rusijo in razglasil neodvisnost od Ukrajine. Rusija je nato formalno priključila Krim, čeprav večina držav Krim priznava kot del Ukrajine.

## Prazgodovina
Arheološki dokazi o človeški poselitvi Krima segajo v srednji paleolitik. Ostanki neandertalcev, najdeni v jami Kijik-Koba, so stari približno 80.000 let. Pozne neandertalce so našli tudi v Staroselah (približno 46.000 let pred sedanjostjo) in Buran Kaji III (približno 30.000 let pred sedanjostjo).
Arheologi so v jamah Buran-Kaja v Krimskem gorovju vzhodno od Simferopola našli nekaj najzgodnejših anatomsko modernih človeških ostankov v Evropi. Fosili so stari približno 32.000 let, artefakti pa so povezani z gravetijensko kulturo. Med zadnjim ledeniškim maksimumom je bil Krim skupaj s severno obalo Črnega morja pomembno zatočišče, iz katerega je bila po koncu ledene dobe ponovno naseljena severna srednja Evropa. Vzhodnoevropska nižina je bila v tem času na splošno periglacialno gozdno-stepsko okolje z nekoliko toplejšim podnebjem v vmesnih ledenih obdobjih in se je začela občutno segrevati po začetku poznega glacialnega maksimuma. Gostota prebivalstva na območju Krima je bila razmeroma visoka in se je povečala že okoli 16.000 let pred sedanjostjo.
Zagovorniki hipoteze o črnomorskem potopu so prepričani, da je Krim postal polotok šele relativno nedavno, z dvigom gladine Črnega morja v 6. tisočletju pr. n. št. 
Začetek neolitika na Krimu ni povezan s poljedelstvom, temveč z začetkom lončarstva, spremembami v tehnologijah izdelave orodij iz kremena in lokalnim udomačevanjem prašičev. Najzgodnejši dokaz o kultivirani pšenici na polotoku Krimu je iz halkolitskega najdišča Ardič-Burun, ki sega v sredino 4. tisočletja pr. n. št.
V 3. tisočletju pr. n. št. je Krim dosegla kultura grobnih jam, za katero se domneva, da po kurganski hipotezi ustreza pozni fazi protoindoevropske kulture. 

## Antika

### Tavri in Skiti
Na Krimu sta bili v železni dobi naseljeni dve ljudstvi: severno od Krimskega gorovja iranski Skiti in južno od gorovja Tavri. 
Tavri, pomešani s Skiti, so bili v delih starogrških piscev od konca 3. stoletja pr. n. št. omenjani kot Tavroskiti ali Skitotavri.  V Strabonovi Geografiji  so Tavri omenjeni kot skitsko pleme. Herodot v nasprotju z njim navaja, da sta plemeni geografsko pomešani, vendar Tavrov ne enači s Skiti. Tavri so navdihnili grške mite o Ifigeniji in Orestu. 
Grki, ki so v arhaičnem obdobju ustanavljali kolonije na Krimu, so imeli Tavre za divje, bojevito ljudstvo. Pomirili se niso niti po več stoletjih grške in rimske naselitve in so nadaljevali s piratstvom na Črnem morju. V 2. stoletju pr. n. št. so postali zavezniki skitskega kralja Skilura.
Središče skitskih plemen severno od Krimskega gorovja je bil Skitski Neapolis na obrobju današnjega Simferopola. Mesto je vladalo majhnemu kraljestvu, ki je obsegalo ozemlje med spodnjim tokom reke Dneper in severnim Krimom. V 3. in 2. stoletju pr. n. št. je bil Skitski Neapolis mesto z mešanim skitsko-grškim prebivalstvom, močnim obrambnim obzidjem in velikimi javnimi zgradbami, zgrajenimi po načelih grške arhitekture. Mesto so sredi 3. stoletja n. št. dokončno uničili Goti.

### Naselitev Grkov
Stari Grki so bili prvi, ki so regijo po Tavrih poimenovali Tavrika. Ker so Tavri naseljevali le gorata območja južnega Krima, se je ime Tavrika prvotno nanašalo le za ta južni del polotoka, kasneje pa se je razširilo na celoten polotok. 
Grške mestne države so začele ustanavljati kolonije ob črnomorski obali Krima v 7. ali 6. stoletju pr. n. št. Teodozijo in Pantikapej so ustanovili Miležani. V 5. stoletju pr. n. št. so Dorci iz Pontske Herakleje ustanovili pristanišče Herson v današnjem Sevastopolu. 
Perzijsko Ahemenidsko cesarstvo pod Darejem I. se je med njegovim pohodom proti Skitom leta 513 pr. n. št. razširilo tudi na Krim. 
Leta 438 pr. n. št. je arhont (vladar) Pantikapeja prevzel naslov kralja Kimerskega Bosporja, države, ki je vzdrževala tesne stike z Atenami in Atene oskrbovala s pšenico, medom in drugimi dobrinami. Zadnji bosporski kralj Perisad V., na katerega so močno pritiskali Skiti, se je leta 114 pr. n. št. dal pod zaščito pontskega kralja Mitridata VI. Po Mitridatovi smrti je rimski cesar Pompej leta 63 pr. n. št. Pontsko kraljestvo prepustil njegovemu sinu Farnaku II. in mu dodelil Bosporsko kraljestvo kot nagrado za pomoč Rimljanom v njihovi vojni proti njegovemu očetu. Leta 15 pr. n. št. je bilo Bosporsko kraljestvo znova vrnjeno pontskemu kralju. Njegovo kraljestvo je od takrat spadalo med tributarne rimske države. 

### Rimsko cesarstvo
V 2. stoletju pr. n. št. je vzhodni del Tavrike postal del Bosporskega kraljestva, ki je v 1. stoletju pr. n. št. postalo tributarno kraljestvo Rimskega cesarstva. 
V 1., 2. in 3. stoletju n. št. je Tavrika gostila rimske legije in koloniste. Rimljani so pod cesarjem Vespazijanom ustanovili vojaško kolonijo Haraks, da bi zaščitila Herson in drugih bosporska trgovska središča pred Skiti. Ob koncu 2. stoletja n. št. je bila v rimski koloniji nastanjena veksilacija I. legije Italica in del XI. legije Claudia. Rimljani so kolonijo zapustili sredi 3. stoletja. Na rimskem Krimu je vladal legat ene od legij, nameščenih v Haraksu. 
V kasnejših stoletjih so na Krim zaporedoma vdrli ali zasedli Goti (250 n. št.), Huni (376), Bolgari (4.–8. stoletje) in Hazari (8. stoletje). 
Vzhodnogermansko krimsko gotščino so govorili Krimski Goti na nekaterih izoliranih lokacijah na Krimu do konca 18. stoletja.

## Srednji vek

### Kijevska Rusija in Bizantinsko cesarstvo
V 9. stoletju n. št. je Bizanc ustanovil Hersonsko temo, ki naj bi branila Bizantinsko cesarstvo pred vdori Ruskega kaganata. Polotok Krim je postal sporno ozemlje, na katerem so se prekrivali slovanski, turški in grški interesi. Postal je tudi 
središče trgovine s slovanskimi sužnji, ki so jih prodajali v Bizanc, Anatolijo in na Bližnji vzhod. 
Sredi 10. stoletja je vzhodni del Krima osvojil kijevski knez Svjatoslav I. in ga priključil k Tmutarakanski kneževini Kijevske Rusije. Do konca 10. stoletja je Kijevska Rusija osvojila cel Krim. Glavna bizantinska postojanka Herson je bila zavzeta leta 988. Leto pozneje se je kijevski veliki knez Vladimir poročil z Ano, sestro cesarja Bazilija II., in se dal krstiti. Njegov krst je pomenil vstop Rusije v krščanski svet. Na mestu njegovega krsta je bila kasneje zgrajena hersonska stolnica. 
Med propadanjem bizantinske države so nekatera mesta prišla pod oblast Genovske republike. Genovežani so pridobili tudi mesta svoje tekmice Beneške republike. V celotnem tem obdobju so bila mestna območja na Krimu grško govoreča in pripadala vzhodnemu krščanstvu. 

### Krimska stepa
V antičnem in srednjeveškem obdobju sta bila notranjost in severni del Krima naseljena z različnimi nomadskimi ljudstvi, kot so bili Tavri, Kimerijci, Skiti, Sarmati, Krimski Goti, Alani, Bolgari, Huni, Hazari, Kipčaki in Mongoli. 
Bosporsko kraljestvo je na vrhuncu svoje moči imelo nekaj nadzora nad večino polotoka, Kijevska Rusija pa je imela po 10. stoletju nekaj nadzora samo nad notranjostjo Krima. 

### Mongolska invazija in pozni srednji vek
Čezmorska ozemlja Trapezundskega cesarstva na Krimu so bila v času smrti Aleksandra I. Trapezundskega leta 1222 že pod pritiskon Genovske republike in Kipčakov. Naslednje leto so se začeli vpadi Mongolov skozi  Volško Bolgarijo. 
Kijev je v začetku 13. stoletja zaradi mongolskih vpadov izgubil oblast nad notranjostjo Krima. Poleti 1238 je Batu kan opustošil polotok Krim in podjarmil Mordvinijo ter do leta 1240 dosegel Kijev. Notranjost Krima je od leta 1239 do 1441 prešla pod nadzor turško-mongolske Zlate horde. Ime Krim izvira iz imena glavnega mesta province Zlate horde Qirim, ki je danes znano kot Stari Krim. 
Trapezundsko ozemlje na severni obali Črnega morja (Perateja) je bilo kmalu razdeljeno na Kneževino Teodoro in Genovsko Gazarijo, ki sta si delili oblast nad južnim Krimom do osmanske intervencije leta 1475. 
V 13. stoletju je Genovska republika zasedla naselja, ki so jih njihovi tekmeci Benečani zgradili ob krimski obali: Simbolon (današnja Balaklava), Soldaia (Sudak), Cherco (Kerč) in Caffa (Feodozija). Genovska republika je s tem za dve stoletji prevzela nadzor nad krimskim gospodarstvom in črnomorsko trgovino. Genova in njene kolonije so med 13. in 15. stoletjem bojevale vrsto vojn z mongolskimi državami.
Leta 1346 je vojska Zlate horde je med obleganjem genovske Kaffe v mesto čez obzidje katapultirala trupla mongolskih bojevnikov, ki so umrli zaradi kuge. Zgodovinarji domnevajo, da so črno kugo v zahodno Evropo verjetno prinesli ravno genovski begunci iz Kaffe.

## Krimski kanat (1443–1783)
Potem ko je Timur leta 1399 uničil vojsko mongolske Zlate horde, so Krimski Tatari do leta 1443 ustanovili neodvisen Krimski kanat pod vodstvom Džingiskanovega potomca Hadžija I. Geraja. Hadži I. Geraj in njegovi nasledniki so najprej vladali iz  Čufut-Kaleja in nato od začetka 15. stoletja iz Bahčisaraja.
Krimski Tatari so obvladovali stepe od Kubana do reke Dnester, niso pa mogli prevzeti nadzora nad genovskimi trgovskimi mesti na Krimu. Leta 1462 je Kaffa priznala suverenost Poljske, čeprav je bila ta samo nominalna. Potem ko so Krimski Tatari prosili za pomoč Osmane, je osmanska invazija na genovska mesta, ki jo je vodil Gedik Ahmed Paša leta 1475, pripeljala Kaffo in druga trgovska mesta pod osmanski nadzor.:78
Po zavzetju genovskih mest je sultan Mehmed II. zadržal v ujetništvu tatarskega kana Menglija I. Geraja in ga kasneje osvobodil v zameno za sprejetje osmanske suverenosti nad krimskimi kani. Kanom je kasneje dovolil, da vladajo kot tributarni emirji Osmanskega cesarstva.: 78 Krimski kani so še vedno imeli veliko avtonomije od Osmanskega cesarstva in sledili pravilom, ki so se jim zdela najprimernejša. 
Krimski Tatari so redno vpadali v vzhodnoslovanske dežele, ki so jih imenovali Divja polja, in lovili sužnje za prodajo.:78 Od leta 1450 do 1586 je bilo zabeleženih šestinosemdeset tatarskih vpadov in od leta 1600 do 1647  sedemdeset.:106   V 1570. letih je bilo v Kaffi vsako leto naprodaj skoraj 20.000 sužnjev.
Sužnji in osvobojenci so tvorili približno 75 % prebivalstva Krima. V zadnjem večjem tatarskem vpadu, ki se je zgodil leta 1769 med rusko-turško vojno 1768-1774, je bilo zajetih 20.000 sužnjev.

### Tatarska družba
Krimski Tatari kot etnična skupina so v Krimskem kanatu prevladovali od 15. do 18. stoletja. Izvirali so iz zapletene mešanice turških ljudstev, ki so se naselila na Krimu od 8. stoletja in domnevno absorbirala tudi ostanke Krimskih Gotov in Genovežanov. Jezikovno so bili Krimski Tatari sorodni Hazarom, ki so vdrli na Krim sredi 8. stoletja. Krimskotatarski jezik je del kipčaške ali severozahodne veje turških jezikov, vendar kaže znaten oguški vpliv zaradi zgodovinske osmanske prisotnosti na Krimu. 
V 13. stoletju se je oblikovala majhna enklava krimskih Karaitov, ljudstva judovskega porekla, ki je prakticirala karaizem in pozneje prevzela turški jezik. Enklava med muslimanskimi Krimskimi Tatari je obstajala predvsem na goratem območju Čufut-Kale. 

### Kozaški vpadi
V letih 1553–1554 je kozaški hetman Dmitro Višnevecki (na položaju 1550–1557) zbral nekaj skupin kozakov in zgradil utrdbo, namenjeno oviranju tatarskih napadov na Ukrajino. Kozaki iz Zaporoške Seči so zatem večkrat napadli Krimski kanat in Osmanske Turke.:109

## Neodvisni kanat
Leta 1774 je Osmansko cesarstvo premagala Katarina Velika. Po dveh stoletjih stalnih spopadov je ruska flota uničila osmansko črnomorsko floto, ruska vojska pa je zadala hude poraze osmanskim kopenskim silam. 
Kučukkajnarški mir, podpisan junija 1774, je prisilil Visoko porto, da prizna Tatare na Krimu kot politično neodvisne, kar je pomenilo, da so krimski kani padli pod ruski vpliv.: 176
Krim je bil prvo muslimansko ozemlje, ki ga je izgubilo Osmanski cesarstvo. Meje Osmanskega cesarstva so se zatem postopoma krčile, Rusija pa je svojo mejo potisnila proti zahodu do Dnestra. 
Kanat je začel postopoma propadati, zlasti po pogromih, ki so povzročili eksodus krščanskih podložnikov. Kristjani so tvorili večino v mestih, kot je Mariupol, ki so ga ustanovili s pomočjo Rusije. 

## Rusko cesarstvo (1783–1917)

### Ruska priključitev Krima
28. decembra 1783 se je Visoka porta pogajala o trgovinskem sporazumu z ruskim diplomatom Bulgakovom in priznala izgubo Krima in drugih ozemelj v posesti Krimskega kanata. Moč Rusije na območju Črnega morja se je s tem zelo okrepila.
Po ruski priključitvi je šel Krim skozi številne upravne reforme. Leta 1784 je postal regija Tavrida, potem pa so ga leta 1796 razdelili na dva okraja in ga priključili Novorosijski guberniji. Leta 1802 je bila ustanovljena nova gubernija Tavrida s središčem v Simferopolu. Gubernija je vključevala Krim in večja sosednja območja na celini. 
Leta 1826 je Adam Mickiewicz po potovanju po obali Črnega morja objavil svoje temeljno delo Krimski soneti.

### Krimska vojna
Krimska vojna (1853–1856) je bil spopad med Ruskim carstvom in zavezništvom Francoskega imperija, Britanskega imperija, Osmanskega cesarstva, Kraljevine Sardinije in Nassauske vojvodine kot del dolgotrajnega tekmovanje med velikimi evropskimi silami za vpliv na ozemlja propadajočega Osmanskega cesarstva. Rusija in Osmansko cesarstvo sta se oktobra 1853 spopadla zaradi pravic Rusije do zaščite pravoslavnih kristjanov. Da bi zaustavili ruska osvajanja, sta marca 1854 v vojno vstopili Francija in Britanija. Vojna je potekala tudi drugje, vendar so bili glavni spopadi na Krimu. 
Neposredni povod za vojno so bile pravice krščanskih manjšin v Palestini, ki je bila del Osmanskega cesarstva. Francozi so zagovarjali pravice katoličanov, Rusija pa pravice pravoslavnih vernikov. Dolgoročni vzroki so vključevali propad Otomanskega cesarstva, širitev Ruskega imperija v predhodnih rusko-turških vojnah ter britansko in francosko željo po ohranitvi Osmanskega cesarstva, da bi ohranili ravnotežje moči v Evropi. 
Po akciji v donavskih kneževinah in na Črnem morju so se zavezniške čete septembra 1854 izkrcale na Krimu in oblegale Sevastopol, bazo carske črnomorske flote in z njo povezano grožnjo možnega ruskega prodora v Sredozemlje. Po obsežnih bojih po vsem Krimu je Sevastopol 9. septembra 1855 padel. Vojna se je končala z ruskim porazom februarja 1856. 

### Pozno carsko obdobje
Vojna je uničila velik del gospodarske in socialne infrastrukture Krima. Krimski Tatari so morali množično bežati iz svoje domovine zaradi razmer, ki jih je ustvarila vojna, preganjanja in razlastitve. Tisti, ki so preživeli vojno, lakoto in bolezen, so se preselili v Dobrudžo, Anatolijo in druge dele Osmanskega cesarstva. Ruska vlada se je nazadnje odločila, da proces ustavi, saj je zaradi neobdelanih rodovitnih kmetijskih zemljišč začelo trpeti gospodarstvo. Do poznega 19. stoletja so Krimski Tatari še naprej tvorili rahlo večino še vedno večinoma podeželskega prebivalstva Krima, večino v goratem območju in približno polovico stepskega prebivalstva. 
V Feodoziji in njeni okolici je bilo veliko Rusov in Ukrajincev ter manjše število Judov, vključno s Krimčaki in krimskimi Karaiti, Belorusov, Turkov, Armencev ter Grkov in Romov. Nemci in Bolgari so se naselili na Krimu v začetku 19. stoletja in prejeli velike parcele rodovitne zemlje. Kasneje so premožni kolonisti začeli kupovati zemljo, predvsem v Perekopskem in Jevpatorijskem okrožju.

## Ruska državljanska vojna
Po ruski revoluciji leta 1917 so bile vojaške in politične razmere na Krimu kaotične, tako kot v večjem delu Rusije. Med rusko državljansko vojno, ki je sledila, je Krim večkrat zamenjal lastnika in je bil nekaj časa oporišče protiboljševiške Bele armade. Na Krimu so se beli Rusi pod vodstvom generala Pjotra Wrangela leta 1920 zadnjič uprli Nestorju Mahnu in Rdeči armadi. Ko je bil odpor zatrt, je veliko protiboljševiških borcev in civilistov pobegnilo z ladjo v Istanbul. 
Približno 50.000 vojnih ujetnikov Bele armade in civilistov je bilo po porazu generala Wrangela konec leta 1920 po kratkem postopku usmrčenih s streljanjem ali obešanjem,  kar velja za enega največjih pobojev v državljanski vojni.
Krim je med konfliktom večkrat zamenjal lastnika. Na polotoku je bilo ustanovljenih več političnih subjektov, vključno z:
| Država                                                   | Jurisdikcija                                        | Obdobje                                                         | Komentar                                                                           |
| -------------------------------------------------------- | --------------------------------------------------- | --------------------------------------------------------------- | ---------------------------------------------------------------------------------- |
| Rusko cesarstvo (1783–1917)                              | Tavriška oblast                                     | februar 1784 – december 1796                                    | Ruska oblast, ki je obsegala priključeno zemlje Krimskega kanata                   |
| Rusko cesarstvo (1783–1917)                              | Novorosijska gubernija                              | december 1796 – oktober 1802                                    | Ruska gubernija, v kateri je bil Krim samo njen majhen del                         |
| Rusko cesarstvo (1783–1917)                              | Tavriška gubernija                                  | oktober 1802 – december 1917                                    | Ruska gubernija s središčem na polotoku Krimu                                      |
| Ruska revolucija in ruska državljanska vojna (1917–1921) | Tavriška ljudska republika                          | december 1917 – januar 1918                                     | Republika Krimskih Tatarov                                                         |
| Ruska revolucija in ruska državljanska vojna (1917–1921) | Tavriška sovjetska socialistična republika          | 19. marec – 30. april 1918                                      | Boljševiška vlada                                                                  |
| Ruska revolucija in ruska državljanska vojna (1917–1921) | UIkrajinska država                                  | maj–junij 1918                                                  |                                                                                    |
| Ruska revolucija in ruska državljanska vojna (1917–1921) | Prva Krimska regionalna vlada                       | 25. junij – 25. november 1918                                   | Nemška marionetna vlada pod tatarskim generalom Maciejem (Sulejmanom) Sulkiewiczem |
| Ruska revolucija in ruska državljanska vojna (1917–1921) | Druga Krimska regionalna vlada                      | november 1918 – april 1919                                      | Protiboljševiška karaitska vlada                                                   |
| Ruska revolucija in ruska državljanska vojna (1917–1921) | Krimska socialistična sovjetska republika           | 2. april – junij 1919                                           | Boljševiška vlada                                                                  |
| Ruska revolucija in ruska državljanska vojna (1917–1921) | Južnoruska vlada                                    | februar 1920 – april 1920                                       | Vlada belega generala Antona Denikina                                              |
| Ruska revolucija in ruska državljanska vojna (1917–1921) | Vlada Južne Rusije                                  | april (uradno 16. avgust) – 16. november 1920                   | Vlada belega generala Pjotra Wrangela                                              |
| Ruska revolucija in ruska državljanska vojna (1917–1921) | Vlada Boljševiškega revolucionarnega komiteja       | november 1920 – 18. oktober 1921                                | Boljševiška vlada Béle Kuna (do 20. februarja 1921), nato Mihaila Poljakova        |
| Ruska revolucija in ruska državljanska vojna (1917–1921) | Krimska avtonomna socialistična sovjetska republika | 18. oktober 1921 – 30. junij 1945                               | Avtonomna sovjetska republika                                                      |
| Sovjetsko obdobje (1921–1991)                            | Krimska avtonomna socialistična sovjetska republika | 18. oktober 1921 – 30. junij 1945                               | Avtonomna sovjetska republika                                                      |
| Krimska oblast                                           | 30. junij 1945 – 19. februar 1954                   | Oblast pod neposredno sovjetsko rusko oblastjo                  |                                                                                    |
| Krimska oblast                                           | 19. februar 1954 – 1991                             | Oblast Ukrajinske SSR (po sklepu Predsedstva Vrhovnega sovjeta) |                                                                                    |
| Krimska avtonomna sovjetska socialistična republika      | 19. junij 1991 – 6. maj 1992                        | Avtonomna republika Ukrajinske SSR                              |                                                                                    |

## Sovjetska zveza (1922-1991)

### Medvojno obdobje
Krim je 18. oktobra 1921 postal del Ruske sovjetske federativne socialistične republike kot Krimska avtonomna sovjetska socialistična republika. Ruska SFSR je leta 1922 ustanovila Zvezo sovjetskih socialističnih republik, pri čemer je Krimska ASSR obdržala določeno stopnjo avtonomije in vodenja kot krimskotatarska enklava.
Krimskih Tatarov, ki so predstavljali okoli 25 % krimskega prebivalstva, avtonomija ni zaščitila pred represijo Josifa Stalina v 30. letih 20. stoletja. Druga kulturna skupina, ki je trpela, so bili Grki. Njihova zemlja je bila brez odškodnine zasežena med procesom kolektivizacije. Šole, v katerih so poučevali v grškem jeziku, so zaprli, grške knjige pa uničili, ker so sovjeti imeli Grke za kontrarevolucionarne zaradi njihovih povezav s kapitalistično Grčijo in njihove neodvisne kulture.
Od leta 1923 do 1944 so si na Krimu prizadevali ustanavljati judovska naselja. V tem obdobju so dvakrat poskušali vzpostaviti judovsko avtonomijo, vendar sta bila oba poskusa neuspešna.
Krim je v 20. stoletju doživel dve hudi lakoti, lakoto 1921–1922 in gladomor 1932–1933. Zaradi sovjetske politike regionalnega razvoja se je v 30. letih prejšnjega stoletja ba Krimu naselilo veliko Slovanov, predvsem Rusov in Ukrajincev. Te demografske spremembe so trajno spremenile etnično ravnotežje v regiji. 

### Druga svetovna vojna
Med drugo svetovno vojno je bil Krim prizorišče nekaj najbolj krvavih bitk. Voditelji Tretjega rajha so želeli osvojiti in kolonizirati rodoviten in lep polotok kot del svoje politike preselitve Nemcev v vzhodno Evropo na račun domorodnih Slovanov. V krimski kampanji so nemške in romunske čete poleti 1941 utrpele velike izgube, ko so poskušale prodreti skozi ozko Perekopsko ožino, ki je povezovala Krim s celino. Ko se je nemška vojska v Operaciji Trappenjagd prebila, je zasedla večji del Krima, z izjemo Sevastopola. Obkoljeno mesto je bilo po vojni nagrajeno s častnim nazivom Mesto heroj. Rdeča armada je izgubila več kot 170.000 ubitih ali ujetih mož in 44., 47. in 51. armado z 21 divizijami.
Sevastopol se je držal od oktobra 1941 do 4. julija 1942, ko so Nemci končno zavzeli mesto. Od 1. septembra 1942 je polotok kot Generalbezirk Krim (Generalno okrožje Krim) und Teilbezirk (podokrožje) Taurien upravljal nacistični generalni komisar Alfred Eduard Frauenfeld pod pristojnostjo treh zaporednih rajhkomisarjev Ukrajine. Krimsko gorovje je kljub ostri taktiki nacistov in pomoči romunskih in italijanskih vojakov ostalo neosvojeno oporišče partizanov vse do dneva, ko je bil polotok osvobojen. 
Med nacistično okupacijo so bili krimski Judje tarča uničenja. Po Jicaku Aradu je bila januarja 1942 v Simferopolu ustanovljena četa tatarskih prostovoljcev pod poveljstvom Einsatzgruppe 11, ki je sodelovala v protijudovskih lovih in umorih na podeželju. Umorjenih je bilo okoli 40.000 krimskih Judov.
Uspešna krimska ofenziva leta 1944 je osvobodila Sevastopol. "Mesto ruske slave", nekoč znano po svoji čudoviti arhitekturi, je bilo popolnoma uničeno in so ga morali kamen za kamnom ponovno zgraditi. Zaradi ogromnega zgodovinskega in simbolnega pomena za Ruse je obnova mesta pod Stalinom in sovjetsko vlado postala prednostna naloga.
Krimsko pristanišče Jalta je gostilo Jaltsko konferenco Stalina, Roosevelta in Churchilla, ki je kasneje veljala za delitev Evrope na komunistično in demokratično sfero. 

#### Deportacija krimskih Tatarov
18. maja 1944 je sovjetska vlada Josifa Stalina prisilno deportirala celotno prebivalstvo Krimskih Tatarov v Srednjo Azijo kot obliko kolektivne kazni z utemeljitvijo, da so sodelovali z nacističnimi okupacijskimi oblastmi in ustanovili pronemške tatarske legije.:483  26. junija istega leta je bilo v Srednjo Azijo in delno v Ufo in njeno okolico v Uralskem gorovju deportirano tudi armensko, bolgarsko in grško prebivalstvo. Skupno je bilo deportiranih več kot 230.000 ljudi ali približno petina celotnega prebivalstva Krimskega polotoka. Med njimi je bilo 14.300 Grkov, 12.075 Bolgarov in okoli 10.000 Armencev. Do konca poletja 1944 je bilo etnično čiščenje Krima končano. Leta 1967 so bili Krimski Tatari rehabilitirani, vendar jim je bila do zadnjih dni Sovjetske zveze prepovedana zakonita vrnitev v domovino. Deportacijo so med letoma 2015 in 2019 Ukrajina in tri druge države uradno priznale kot genocid. Polotok so ponovno naselili predvsem Rusi in Ukrajinci. 
Skoraj 8.000 Krimskih Tatarov je umrlo med deportacijo, več deset tisoč pa jih je umrlo pozneje zaradi težkih razmer v izgnanstvu. Posledica deportacije Krimskih Tatarov je bilo zapuščenih 80.000 gospodarstev in 145.000 hektarjev zemlje. 

### Obdobje po drugi svetovni vojni
Avtonomna republika brez oznake državljanstva je bila 30. junija 1945 znižana na oblast (pokrajino) znotraj Ruske SFSR. Začel se je proces detatarizacije Krima, ki naj bi izbrisal spomin na Tatare, ki je vključeval množično spremembo tatarskih krajevnih imen v slovanska in komunistična. Po padcu Sovjetske zveze je dobilo nazaj svoja prvotna imena samo nekaj krajev, med njimi Bahčisaraj, Džankoj, Išun, Alušta, Alupka in Saki.

#### Premestitev v Ukrajinsko SSR leta 1954
19. februarja 1954 je bila oblast na Krimu zaradi "celovitega značaja gospodarstva, ozemeljske bližine ter tesnih gospodarskih in kulturnih vezi med Krimom in Ukrajinsko SSR" in v počastitev 300. obletnice združitve Ukrajine z Rusijo prenesena iz Ruske SFSR pod jurisdikcijo Ukrajinske SSR. Sevastopol kot pristanišče sovjetske črnomorske flote je postal zaprto mesto in bil priključen Krimski regiji šele leta 1978. 
Gradnja Severnokrimskega kanala za namakanje polj v hersonski regiji v južni Ukrajini in na polotoku Krimu se je začela leta 1957, kmalu po prenosu Krima na Ukrajino. Gradnjo so v okviru udarnih gradbenih projektov opravili komsomolci in približno 10.000 "prostovoljcev". 
V povojnih letih je Krim uspeval kot turistična destinacija z novimi znamenitostmi in sanatoriji za turiste. Turisti so prihajali iz vse Sovjetske zveze in njenih satelitskih držav, zlasti iz Nemške demmokratčne republike. Sčasoma je polotok postal tudi glavna turistična destinacija za križarjenja iz Grčije in Turčije. Razvili sta se tudi krimska infrastruktura in proizvodnja, zlasti okoli črnomorskih pristanišč v Kerču in Sevastopolu, ter v celinskem Simferopolu. Leta 1989 je na polotoku živelo več kot 1,6 milijona Rusov in 626.000 Ukrajincev.

## Sodobna zgodovina

### Ukrajina (de jurepo 1991,de facto1991-2014)
Z razpadom Sovjetske zveze in ukrajinsko neodvisnostjo je bil večinsko etnično ruski polotok Krim po referendumu leta 1991 reorganiziran v Republiko Krim.  Leta 1995 je Ukrajina nasilno ukinila Republiko Krim in jo nadomestila z Avtonomno republiko Krim, ki je bila trdno pod ukrajinsko oblastjo. Občasno je prihajalo do napetosti z Rusijo zaradi sovjetske črnomorske flote v Sevastopolu, čeprav je sporazum iz leta 1997 črnomorski floti omogočal uporabo pristanišča najmanj do leta 2010. Po strmoglavljenju relativno proruskega ukrajinskega predsednika Viktorja Janukoviča je Rusija leta 2014 priključila Krim k Ruski federaciji.

### Priključitev k Rusiji
Dogodki v Kijevu leta 2014, ki so odstavili zakonitega ukrajinskega predsednika Viktorja Janukoviča, so sprožili demonstracije proti novi ukrajinski vladi. Ruski predsednik Vladimir Putin je po teh dogodkih z vodji varnostnih služb razpravljal o ukrajinskih dogodkih in pripomnil, da "mora Rusija začeti delati na vrnitvi Krima Rusiji".  27. februarja 2014 so ruske enote zavzele strateške kraje po vsem Krimu, kar je vodilo do postavitve proruske vlade Sergeja Aksjonova na Krimu, referenduma o statusu Krima in razglasitve neodvisnosti Krima 16. marca 2014. Čeprav je Rusija sprva trdila, da njena vojska ni bila vpletena v dogodke, je kasneje priznala, da je bila. Rusija je uradno priključila Krim 18. marca 2014. Po priključitvi je Rusija povečala svojo vojaško prisotnost na polotoku.
Ukrajina in številne druge države so aneksijo obsodile in še vedno menijo, da gre za kršitev mednarodnega prava in ruskih sporazumov o varovanju ozemeljske celovitosti Ukrajine. Priključitev je povzročila, da so druge članice takratne G8 Rusijo izključile iz skupine in proti njej uvedle sankcije. Generalna skupščina Združenih narodov je prav tako zavrnila referendum in aneksijo ter sprejela resolucijo, ki potrjuje "teritorialno celovitost Ukrajine znotraj njenih mednarodno priznanih meja".
Raziskava, ki jo je leta 2014 izvedel Pew Research Center, je pokazala, da večina prebivalcev Krima meni, da je bil referendum svoboden in pravičen (91 %) in da bi morala vlada v Kijevu priznati rezultate glasovanja (88 %).
Ruska vlada nasprotuje oznaki "pripojitev", pri čemer Putin zagovarja referendum kot skladen z načelom samoodločbe narodov.

### Posledice
Nekaj dni po podpisu pristopnega sporazuma se je začel proces vključevanja Krima v Rusko federacijo. V plačilni sistem je prišel ruski rubelj, ki je kasneje postal edina zakonita valuta. Ure so bile premaknjene na moskovski čas. Uradno je bila objavljena revizija ruske ustave, s katero sta Republika Krim in zvezno mesto Sevastopol postala zvezna subjekta Ruske federacije. Ruski premier Dmitrij Medvedjev je izjavil, da je bil s tem Krim v celoti vključen v Rusijo. Po priključitvi je Rusija podpirala priseljevanje na Krim.
Ko je Ukrajina leta 2014 izgubila oblast nad Krimom, je zaprla Severnokrimski kanal iz reke Dneper, ki pokriva 85 % potreb po vodi polotoka Krima. Rusija je z velikimi težavami začela razvijati nove vire pitne vode, da bi nadomestila zaprte ukrajinske vire. Leta 2022 je Rusija osvojila dele Hersonske oblasti, kar ji je omogočilo, da je s silo odblokirala Severnokrimski prekop in ponovno vzpostavila oskrbo Krima z vodo.

### Ruska invazija na Ukrajino
Julija 2022 je bilo na okupiranem Krimu več eksplozij in požarov, za katere ukrajinska vlada ni prevzela odgovornosti. Ruska vojska je s polotoka Krima začela ofenzivo na južno Ukrajino. Okupirani Krim je bil oporišče za kasnejšo rusko okupacijo Hersonske oblasti in Zaporožja.

### Zgodovinopisje
- Mikhail Kizilov, Dmitry Prokhorov. "The Development of Crimean Studies in the Russian Empire, the Soviet Union, and Ukraine," Acta Orientalia Academiae Scientiarum Hungaricae (december 2011), Vol. 64 Issue 4, str. 437–452.

### Primarni viri
- Neilson, Mrs. Andrew (1855). The Crimea, its towns, inhabitants and social customs, by a lady resident near the Alma.; complete text online
- Albrecht, Stefan (2013). Quellen zur Geschichte der byzantinischen Krim. Monographien des Römisch-Germanischen Zentralmuseums. Zv. 101. Mainz: Verlag des Römisch-Germanischen Zentralmuseums. ISBN 978-3-88467-197-9.
- Wood, Evelyn. The Crimea in 1854, and 1894: With Plans, and Illustrations from Sketches Taken on the Spot by Colonel W. J. Colville (2005) excerpt and text search